# Retable Bentivoglio (Francia)
Pour l’article ayant un titre homophone, voir Retable Bentivoglio (Lorenzo Costa).
Pour les articles homonymes, voir Bentivoglio (homonymie).
Le retable Bentivoglio   (en italien : Pala Bentivoglio) est un retable peint par Francesco Francia et Lorenzo Costa. Le panneau principal, une peinture à l'huile de Francia, est conservée à la pinacothèque nationale de Bologne. 

## Histoire
Anton Galeazzo Bentivoglio, second fils de Giovanni II Bentivoglio, fait réaliser le tableau dès son retour de Terre sainte.

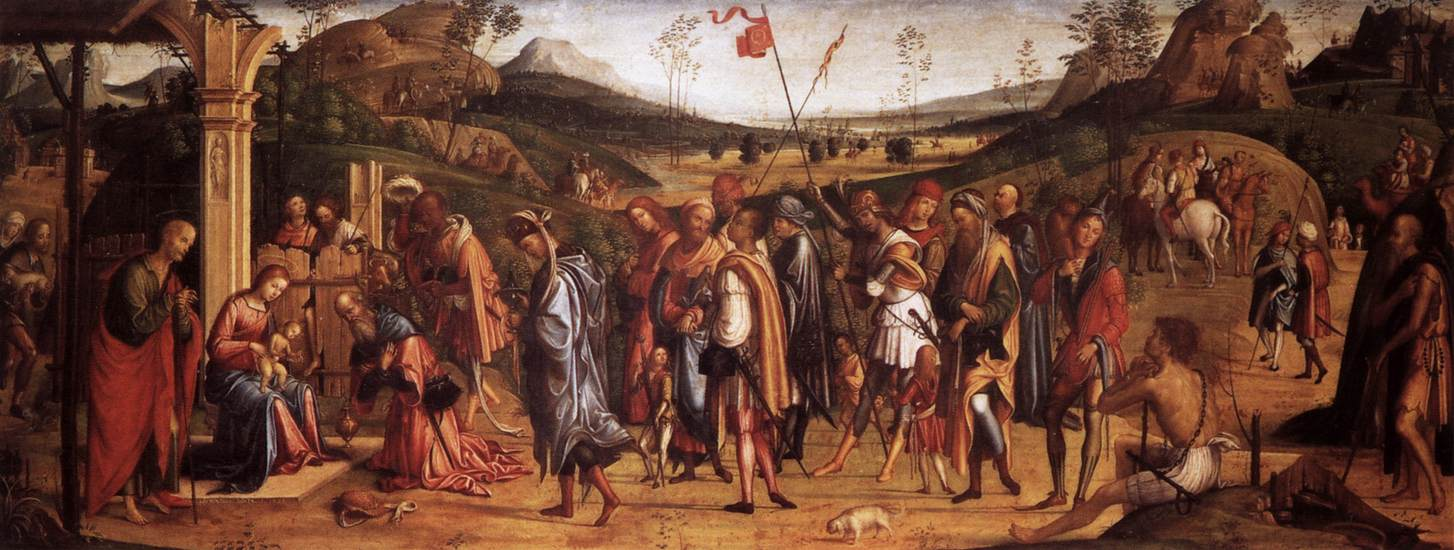
La prédelle du retable

Francesco Francia réalise lui-même le panneau central et confie à Lorenzo Costa le soin de peindre la prédelle et trois sujets couronnant l'ensemble, comprenant une Annonciation d'encadrement autour d'un Christ bénissant. La prédelle représente l'Adoration des mages et date de 1499.
Lorsqu'il s'enfuit de Bologne en 1506, Bentivoglio emporte à Milan le panneau central et la prédelle, tandis que les trois sujets restent dans l'église della Misericordia à Bologne. La prédelle se trouve aujourd'hui à la pinacothèque de Brera à Milan, tandis que le panneau de Francia a été ramené à Bologne en 1816.

## Thème
Le thème abordé est, selon l'iconographie chrétienne, celui de l'Adoration de l'Enfant et comme elle est représentée en présence de saints anachroniques et de membres de la famille Bentivoglio en donateurs c'est également une Conversation sacrée.

## Description
La Vierge Marie est agenouillée, regardant tendrement son fils Jésus-enfant couché au sol sur un drap rouge ; elle est accompagnée, à gauche,  de Joseph son mari, et entourée de personnages saints, saint Augustin en habit sacerdotal portant la crosse et saint François debout en robe de bure derrière le groupe de gauche ; deux anges les encadrent agenouillés,  les mains jointes ou croisées ; les donateurs Anton Galeazzo Bentivoglio, agenouillé près de la Vierge et portant en tant que pèlerin une barbe non taillée et une croix sur son habit, et Alessandro Bentivoglio debout, en berger couronné de laurier, les accompagnent.
Le paysage du fond affiche des rochers, des collines, un cours d'eau, des montagnes bleutées sur un ciel dégradé. Quelques branches peu fournies de feuilles s'affichent sur les côtés et le milieu de la scène, dans un plan intermédiaire. Une petite  branche issue du sol rocheux du premier plan porte deux oiseaux au plumage à trois tons.

## Analyse
L'inscription dans le temps de la Nativité est présente avec le couple du bœuf et l'âne visible devant une colonne à pilastre presque au centre de la composition ; l'architecture antique aux aspects dégradés invoque l'état du monde avant la sacrifice du Christ et sa renaissance prochaine.
Anton Galeazzo Bentivoglio est le personnage en Adoration de l'Enfant juste à côté de la Vierge, la main droite portée sur le poitrail. Le personnage en habit de berger, couronné de laurier, à droite, est décrit aujourd'hui comme le poète Girolamo Casio, et représente probablement son frère Alessandro également poète.